# 西溪石桥
西溪石桥，是位于中国福建省宁德市柘荣县宅中乡蔡山村西溪自然村北侧的一个清代古建筑，2011年7月入选第八批柘荣县文物保护单位。
西溪石桥是一座南北走向的单孔悬臂式石平梁桥，始建于清朝道光十年（1830年），道光二十六年（1846年）毁于洪灾，道光二十七年（1847年）重建。桥长6.6米，宽1.8米，距水面高4.8米，两端有石悬臂，其上各铺有五块石板。桥北有桥名碑记和重修碑记各一面。现保存相对完好。